# ナガスクジラ
ナガスクジラ（長須鯨、長鬚鯨、学名：Balaenoptera physalus、英：Fin whale）は、哺乳綱偶蹄目ナガスクジラ科ナガスクジラ属に属するヒゲクジラである。

## 名称

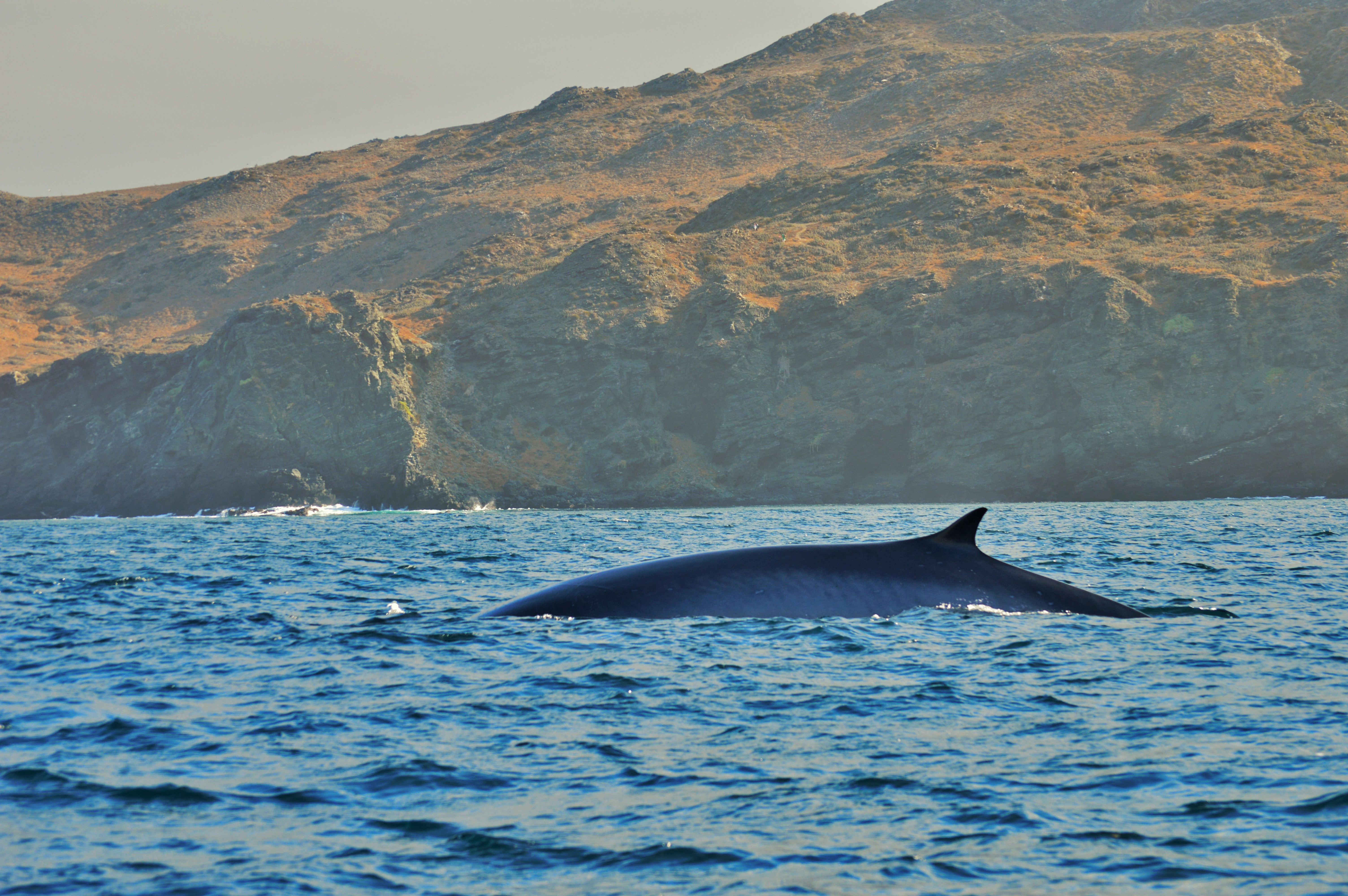
「Razorback whale」や「剃刀鲸」などの別名の由来になった背部と背びれ（チリのコキンボ州）

日本では、シロナガスクジラにも「長須鯨」という呼称が使われる場合が散見されたため、両種が混同されてきた事例が目立つ。本種を指す別称は、特に日本の捕鯨史において国内でいくつか見られ、「ノソ」「ノソクジラ」「ノウソウ」「ナガソ」「スインホークジラ」などが記録されている。
英語では少なくとも5つの呼称が存在し、遊泳の速さから「海のグレイハウンド」という異名がある。
中国語では、「长须鲸」や「剃刀鲸」など英名や和名に準拠した呼称になっている。
韓国語では本種とセミクジラの呼称が混同される場合が非常に多かったが、2015年にセミクジラが41年ぶりに韓国国内にて確認されたことなどをきっかけに複数の鯨類福祉の向上政策が始動し、それらの一つとしてナガスクジラとセミクジラの呼称の細分化をはじめとする鯨類全体の呼称の調整が行われた。

## 分類

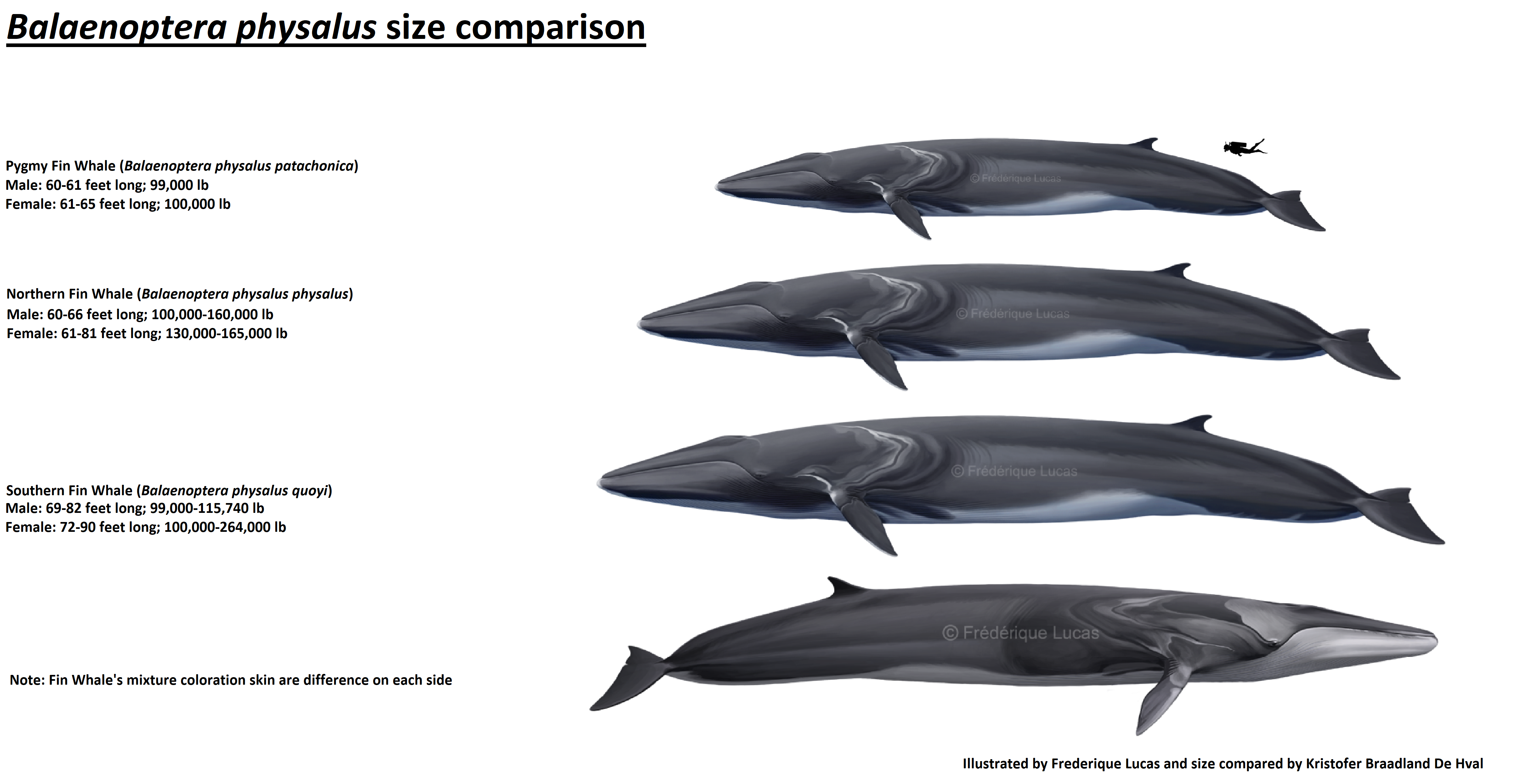
各亜種の比較

ナガスクジラ属の模式種。遺伝子に基づく系統では、別属とされるザトウクジラと特に近縁である。
少なくとも2つの異なった亜種が存在し、北半球亜種（B. p. physalus）と南半球亜種（B. p. quoyi）に分類されている。
また、北太平洋に棲息する個体群を亜種B. p. veliferaとする分類を支持する見解もある。南半球のうち小型の個体群を亜種B. p. patachonicaとする説もあるが、分子系統解析ではB. p. quoyiと区別されないという結果が得られている。
以下の分類・英名は、Committee on Taxonomy (2023) に従う。
Balaenoptera physalus physalus (Linnaeus, 1758) North Atlantic fin whale北大西洋、地中海
Balaenoptera physalus quoyi (Fischer, 1829) Southern fin whale南半球
Balaenoptera physalus velifera Cope in Scammon, 1869 North Pacific fin whale北太平洋
上記の亜種の他にも、南半球では通常の性成熟時の体長が最小値でも18.5 - 18.6メートルであるのに対して14.3 - 16メートルで性成熟する個体群が確認されていることからピグミー種（ピグミーナガスクジラ）が提唱されたこともあるものの、実際にはイワシクジラなどとの混同による誤認の可能性もある。

## 分布
北半球・南半球ともに緯度20度から70 - 80度にかけて。北半球では、地中海やコルテス海、オホーツク海、日本海、黄海・渤海等の付属海にも分布する。
世界中の海に生息するが、極地や熱帯海域ではあまり見られない。そのため、南半球の個体群と北太平洋、北大西洋の個体群は地理的に隔絶されている。一方で、気候変動の影響からか近年は極海での分布が（北極海ではより北方に、南極海ではより南方に）拡大している可能性がある。
概して外洋性である場合が目立つとされるが、陸上から観察される例もあるなど沿岸部に寄ることも珍しくない。海峡や水路を通ることもあり、たとえばセントローレンス湾やメイン湾の各地の水路や海峡に頻繁に出現したり、近年にもバルト海に進入したりした例がある。また、日本列島でも長崎県の平戸瀬戸で主要な捕獲対象の一種とされていた時期が存在した。地中海やカリフォルニア湾のような陸地に囲まれた海域にも分布しており、本種は現在の地中海とジブラルタル海峡に通常分布する唯一のヒゲクジラ類である。この他にも、過去には日本列島の瀬戸内海を利用していた可能性も指摘されている。
地中海とコルテス海には定住群または半定住群が存在し、大きさや形態や行動様式などにも外洋性の個体群と若干の違いが見られる。たとえば、地中海中央部のランペドゥーザ島（イタリア領）沖のように、中・低緯度海域における冬季の採餌場も存在することが判明している。また、地中海においては定住群と北大西洋からジブラルタル海峡を通過して回遊してくる個体が共存している。
また、東アジアにはかつて複数の地方定住群または半定住群が存在していたとされ、回遊のサイクルなどの生態面だけでなく、大きさや形態に若干の違いがあった可能性がある。黄海・渤海、東シナ海、北海道から三陸沿岸、日本海北部、より広域の日本海などにそうした地方個体群が存在した可能性が存在するが、これらは（後述の通り、実質的に日本（大日本帝国）に由来する）捕鯨によって消滅（絶滅）したか、仮に生存しているとしても激減したと思わしく、現在の中国や朝鮮半島や台湾での確認は非常に少ない。
- リグリア海のぺラゴス海獣保護区（英語版）
- セントローレンス川（カナダのケベック州ガスペ）
- ラズベリー海峡（英語版）
- スヴァールバル諸島

## 形態

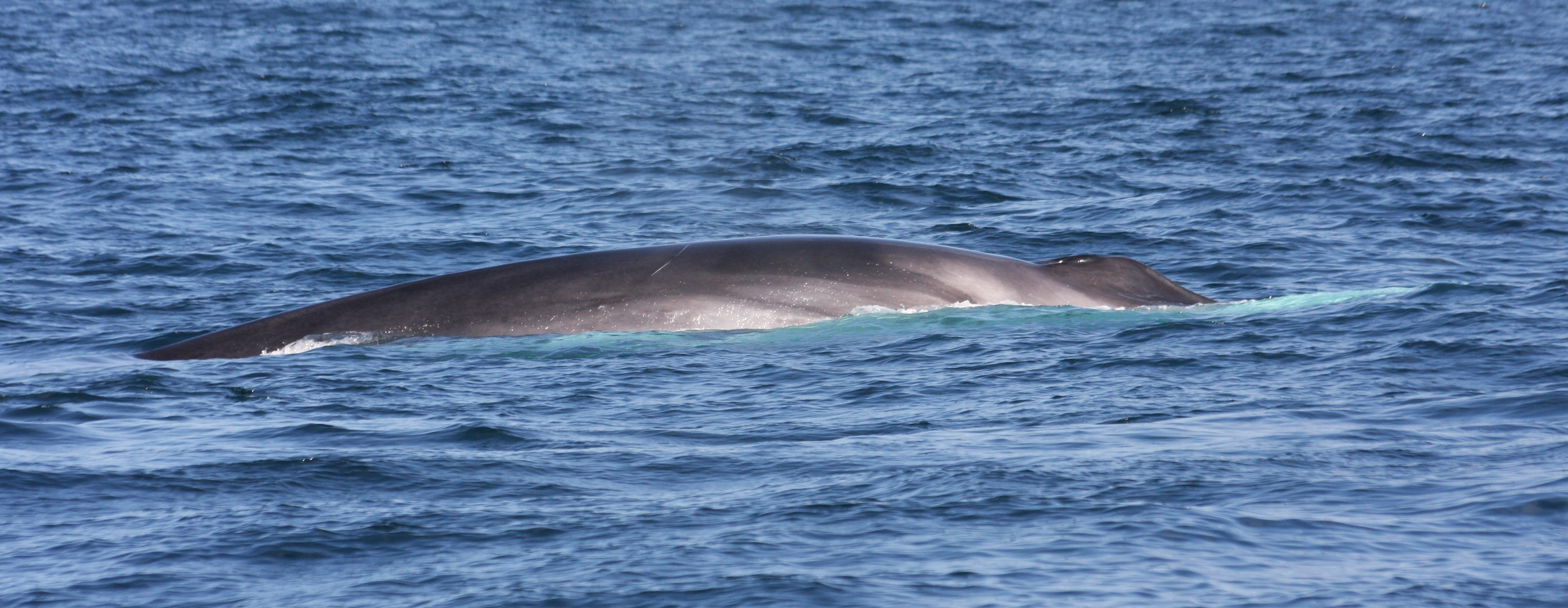
胴体右側の色合い（ポーキュパイン・シーバイト）

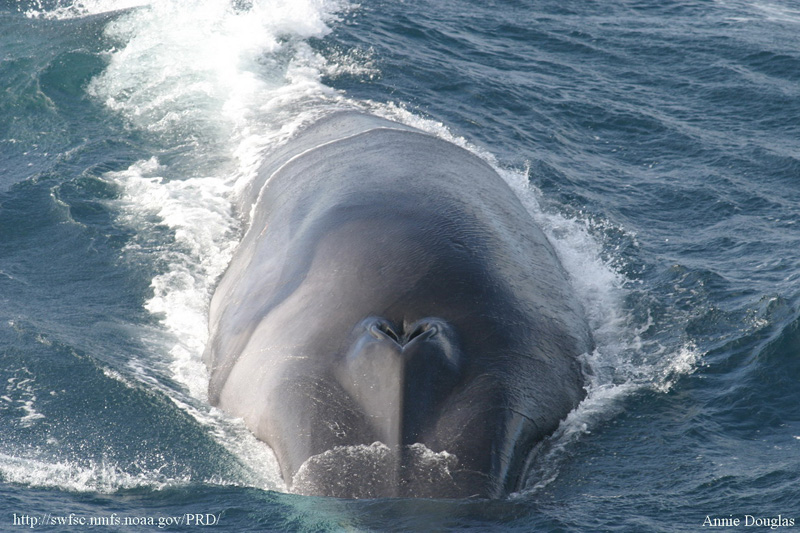
噴気孔

体長20-28メートル、体重30-80トン。最大確認全長は南半球の亜種でオスが25メートル、メスが27メートル、最大確認体重は70-76トンと、現生ではシロナガスクジラに次ぐ体長とピグミーシロナガスクジラやセミクジラ科に次ぐ体重を持つ。他のナガスクジラ科と同様に南半球の亜種が北半球の亜種よりも大型化する傾向にあり、本種においても北太平洋と北大西洋では最大記録が体長が25 - 25.3メートルであるのに対して、南半球では27.2メートルに達している。上記の通り、一部で提唱されてきた小型亜種（ピグミーナガスクジラ）は、実際にはイワシクジラなどの誤認の可能性もある。
体はスマートで細長く、吻端から噴気孔にかけて隆起線が走るが、ごく僅かであるがニタリクジラのように更に二本の副隆起線を持つものも存在する。背中にも背びれから尾びれにかけて隆起部が存在する。上顎は細長く、先端が尖る。クジラヒゲは髭板も剛毛も青黒色だが、右側の髭の前面だけは乳白色。背鰭は高く三日月形だが、胴体の後方に位置する。背びれの形態は小さく鎌状。一般には先端が尖るが変異も多く、丸い個体も存在する。溝（畝）は臍まで達し、数は50 - 60本。
体色と背面は濃いグレー、あるいは茶系の黒で腹部は白色。背面や側面は黒褐色で、腹面は畝も含めて白い。腹部から続く白色の模様が顎の右側まで回り込んでおり、色分けは背部・腹部・頭部において左右非対称である。また、クジラヒゲも右側前方のみ白色部がある。体の右側の、噴気孔の後部のV字型の模様には「ブレーズ」という通称が存在する。また、カラーリングの左右非対称性は舌にも存在し、舌の場合は非対称の色分けが他の部分と左右が逆転している。
概して、小・中型の個体は同じナガスクジラ科に属するイワシクジラ、ニタリクジラ、カツオクジラ、ライスクジラ（英語版）、ツノシマクジラ等と誤認しやすい。特にツノシマクジラは、体表の模様に類似性があり、頭部に副隆起線を基本的に持たないなど、ナガスクジラとの外見上の類似性が比較的に強い。この左右非対称性の理由は不明であり、「カウンターシェーディング」と呼ばれる突進型の採餌を行う際に体の右側を下にすることで模様が獲物からのカモフラージュになるという説も存在するが、「カウンターシェーディング」は他のナガスクジラ科にも見られる行動である。この模様のパターンは背びれの形状や傷跡などと共に個体識別への応用が可能である。
- 左右非対称の体色
- 高さ10メートルに達するとされるブロー（アゾレス諸島）[31]
- 背びれ（セントローレンス川）
- 痩せて弱った個体（イスラエルのカイサリア・マリティマ）

## 生態

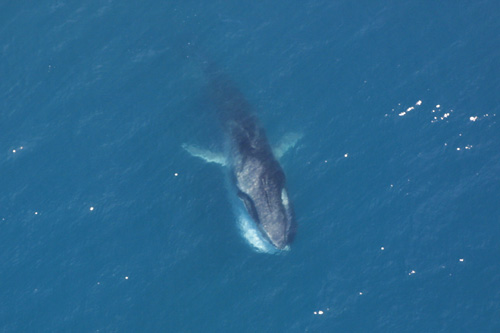
採餌の光景

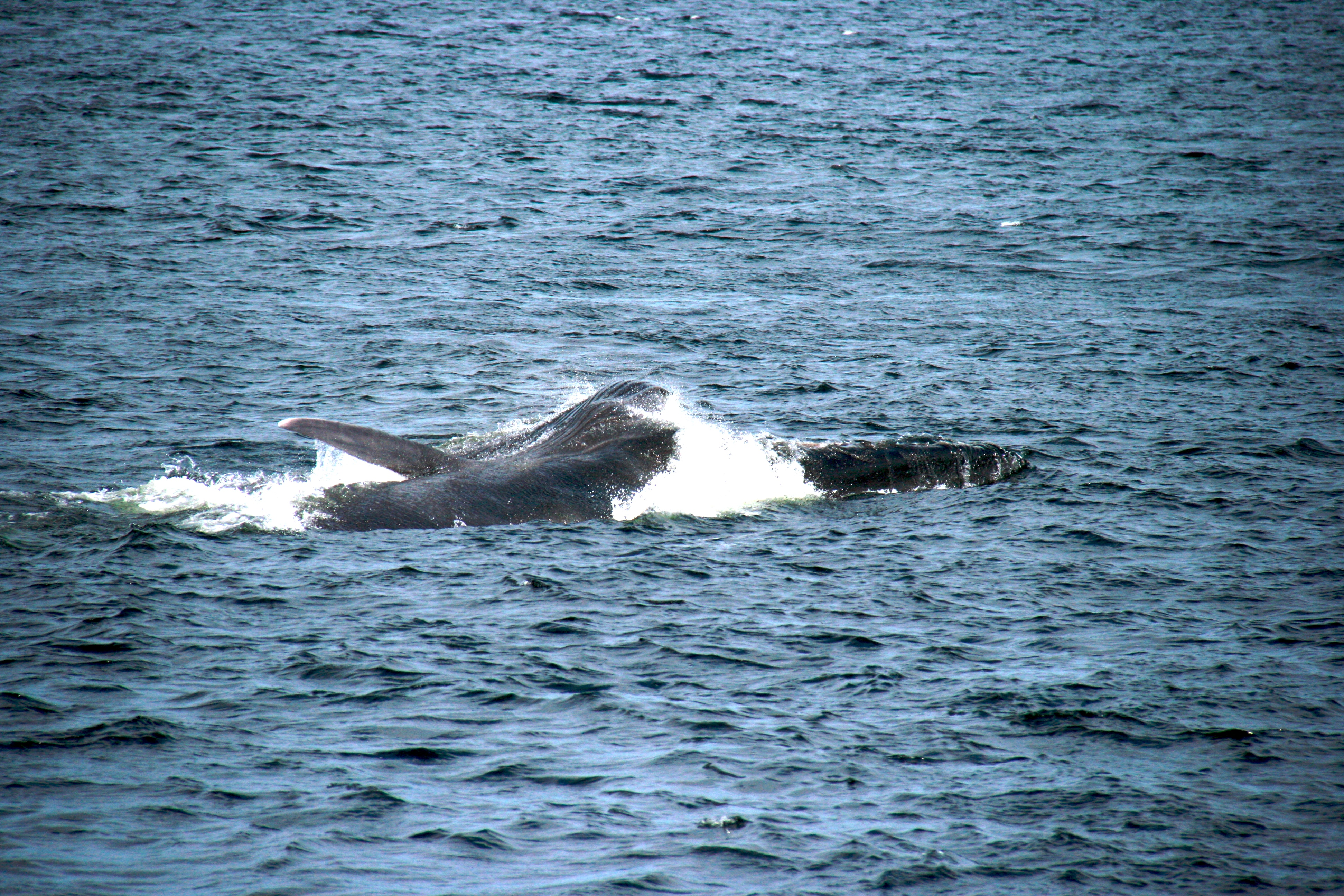
採餌の光景

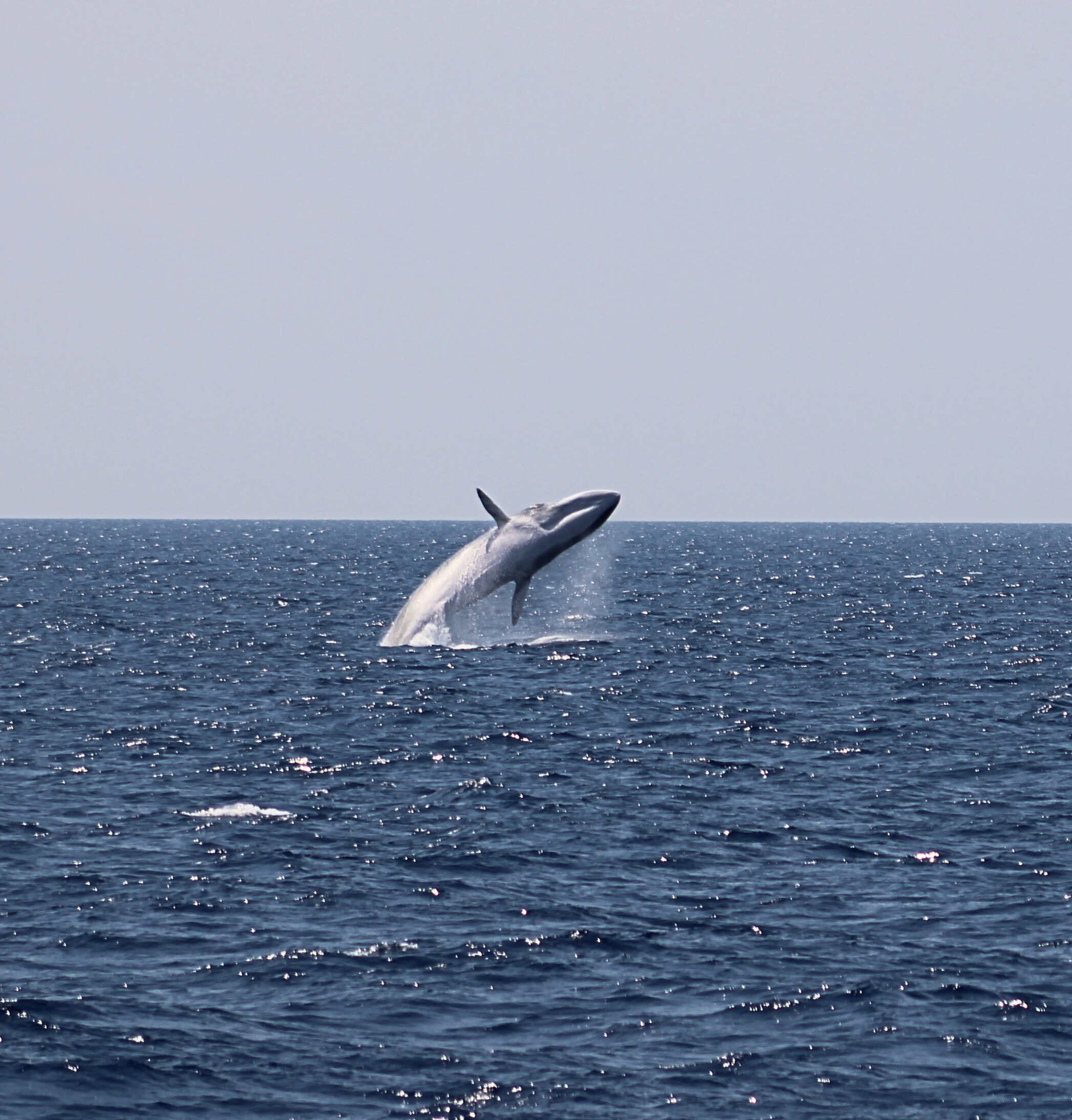
ブリーチング

主に亜熱帯から寒帯にかけての外洋に生息し、夏季は採食のために高緯度地方へ回遊する。単独または数頭の群れ（ポッド）を作る。一部の海域では単独での採餌が目立つが、より餌が豊富な海域では2-7頭ほどの群れ、またはより大規模な集団を形成することもある。また、他のヒゲクジラと同様に、定住群を除き1年の3分の1の期間のみ極地で餌を捕食して繁殖のために温帯へ回遊している。
北半球ではサンマ、シシャモ、ニシン、イワシ、サバ、イカナゴなどの魚類を、南半球ではオキアミやカイアシなどの無脊椎動物を主に食べる。群れた獲物に突進して海水ごと口内に含み、海水をクジラヒゲの隙間から排水しつつ鯨髭で獲物を濾し取って食べる。この摂食様式は突進採餌と呼ばれている。これは海水中を高速で泳ぎ、海水に含まれる小魚やプランクトンを濾し取る濾過摂食の一種である。
ナガスクジラの尿の生成量は一日に974リットル程度と推算されている。これは海水を大量に飲んでいるわけではなく、排出される水分の大部分は餌であるオキアミ等に由来する。
繁殖様式は胎生。主に冬季に交尾を行う。妊娠期間は11か月。授乳期間は6 - 7か月。
「ブリーチング（英語版）」を行うことは稀だが、シロナガスクジラとは対照的に全身を大きく海面から露出したり連続して行う場合が散見される。また、地中海の個体群は北大西洋の個体群と交流する一方で異なる進化史を経ており、地中海では他の海域に比べてブリーチングを行う頻度が高い傾向にあるが、この背景には人為的な要因も考えられる一方で厳密な理由は判明していない。
本種も音声による長距離間のコミュニケーションが可能とされており、700キロメートルに渡る交流が示唆されている。「歌」の周波数もシロナガスクジラに次いで低い。また、本種を含むザトウクジラ以外のナガスクジラ科は100ヘルツ以下の音域で鳴くが、これはその他のヒゲクジラ類の1500ヘルツ以上という音域と明確に異なる。本種側（「flight species」）はその他（「fight species」）と対照的に、シャチに襲撃された際に戦って抵抗するのではなく逃走する傾向が強く、両グループの発声音域の差異もシャチへの対策の違いとして生まれた可能性がある。
厳密な寿命は不明だが、2010年にデンマークに座礁した個体は推定で140歳だとされている。

### 異種間交配
1999年1月に『科学雑誌ネイチャー』にハーバード大学研究チームの論文が掲載され、その論文のなかで「日本でシロナガスクジラの肉が売られている」と報告された。その根拠になったのは、大阪で販売されていた鯨肉から絶滅寸前のシロナガスクジラの遺伝子が検出されたことであった。この報告により、国際学会は騒然となった。この個体は後にナガスクジラとシロナガスクジラとの交雑個体であった事が判明する。
また、各種の個体数の激減によってナガスクジラとシロナガスクジラの生存数のバランスが崩れたり、互いに本来の同種同士の繁殖相手が（本来の状態よりも）見つかりにくくなったりして、両種の交配増加による両種、特に数がより少ないシロナガスクジラへの圧迫が懸念されている。類似した問題はセミクジラとホッキョククジラの間にも存在する。
また、ザトウクジラとの間に求愛行動が発生していた様な観察事例も存在する。その他にも、セミクジラ属やミンククジラ等と行動を共にする場合も存在する。
なお、調査個体の染色体の解析によってインターセックスの個体も発見されている。

## 人間との関係

### 捕鯨

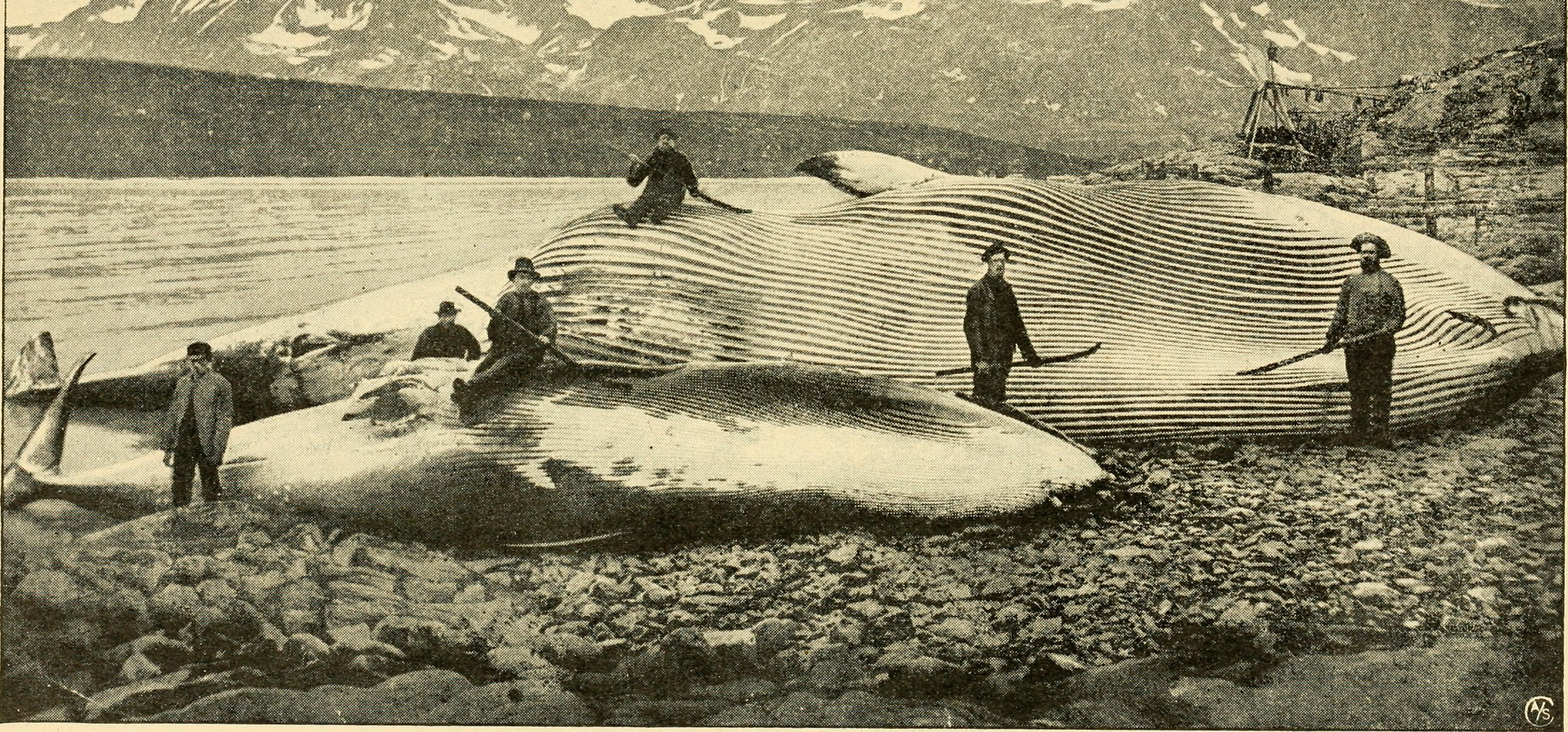
捕獲されたナガスクジラ（奥）とイワシクジラ（手前）の若年個体たち（フィンマルク県）。

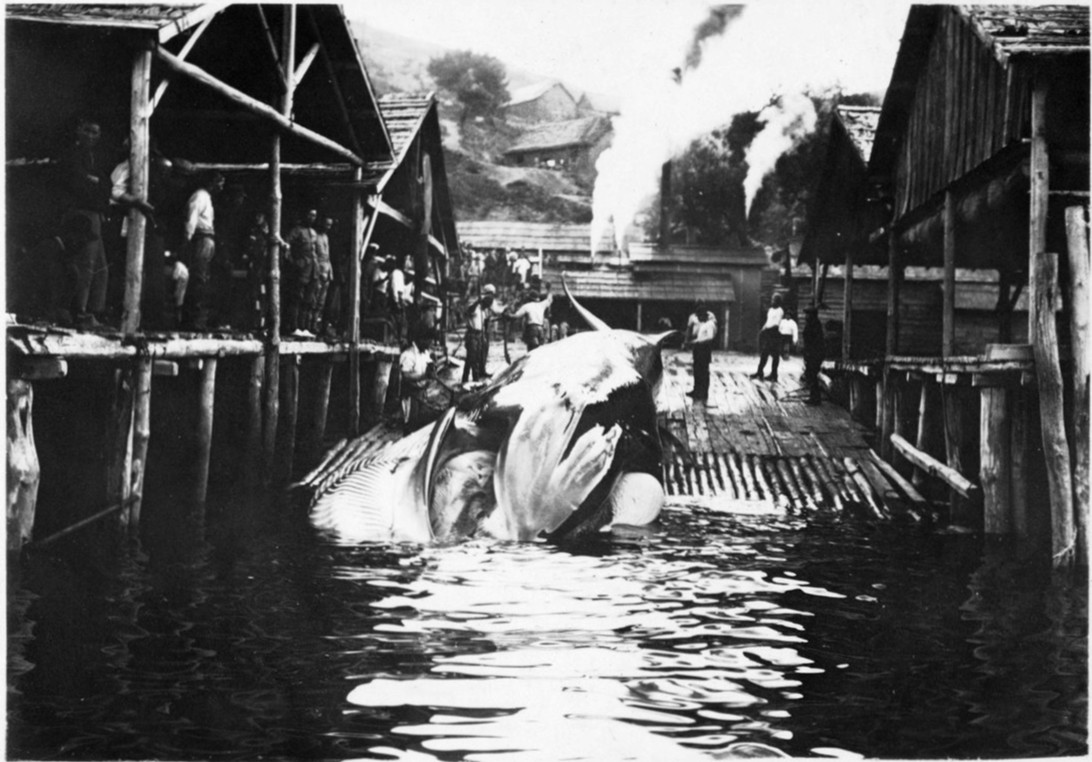
中国（黄海）にて日本が設立した捕鯨会社によって捕獲された個体。
中国大陸と朝鮮半島における近代商業捕鯨は、実質的に日本が主体の操業であり、日本による統治下にて3,200頭近くが捕獲された。
現在の中国や朝鮮半島や台湾の沿岸では本種はほとんど見られない。

古くは遊泳速度が速く死骸が沈むことから、散発的に捕獲されることはあっても、主要な捕獲対象とはされていなかった。また、日本列島でも鯨類と人間の関係には捕鯨だけでなく、クジラを神聖視して捕鯨を禁止する風潮も強かったとされている。
19世紀にポンプランスなどを用いた近代式の捕鯨方法が開発されたことと、セミクジラやホッキョククジラ、ザトウクジラ、コククジラ等の沿岸性の種類が激減したこともあり、ナガスクジラやシロナガスクジラやイワシクジラなどの泳ぎが速い種類も主要な捕鯨の対象とされるようになった。
捕鯨時代の以前には、南極海には約40万頭のナガスクジラが生息していたと推測されている。南極海では1904年から捕鯨が開始された。捕鯨の結果として世界中の個体群が大打撃を受けたとされ、近年に行われた捕獲の影響の再考においても従来の想定よりもはるかに深刻なダメージを受けていたと判明している。
他の大型鯨類と同様に、「捕鯨オリンピック」を含む20世紀までの世界中における乱獲と、特に日本とソビエト連邦による大規模な規約違反と密猟によって絶滅の危機に陥ったとされており、1976年から北太平洋と南半球にて、1986年から全世界で捕獲が禁止された。
その後、1990年以降は北大西洋では一部の原住民による生存捕鯨とアイスランドによる（主に日本への食肉やペットフードの材料としての輸出用の）商業捕鯨が継続されており、日本も南極海における調査捕鯨の捕獲対象としていたこともある。しかし、アイスランド国内では鯨肉の消費の需要の減少、捕鯨業者の減少、アニマルライツの観点やホエールウォッチングの需要の増加などから、2023年には捕鯨の撤廃も討議も行われるなどの動きが見られている。アイスランドでは2019-2021年の期間はナガスクジラの捕鯨は行われなかったが、これは日本の市場が崩壊したことに起因しているとされる。しかし、2024年12月に独立党から捕鯨反対の立場を示す野党社会民主同盟へと政権交代が行われるのに際して、ビャルニ・ベネディクッツォンが退陣直前に急遽ナガスクジラとミンククジラの2029年までの捕獲枠を発行し、動物愛護団体などがベネディクッツォンの決定権の有無に疑問を呈して許可の取り消しのための署名運動を開始したなど物議を醸している。
2005年に、日本は南極海において「調査」との名目で本種とザトウクジラを50頭ずつ捕獲することを宣言したが、これにより国際的に大きな批判を浴び、シーシェパードの抗議行動の激化などの反捕鯨運動が拡大する要因の一つになったともされている。
2024年5月に日本政府がナガスクジラの商業捕鯨の再開を宣言したが、台湾も含めた各国の自然保護団体からの抗議声明が出されただけでなく、シーシェパードの元船長であったポール・ワトソンも反応した。（鯨肉の需要の低下による大量の在庫が問題視されていることも含めて）日本国内の識者も懸念を示しており、絶滅危惧種を捕獲対象とすることのリスクだけでなく需要の低下と商業性の脆弱さも指摘されており、2001年にミンククジラを「海のゴキブリ」と評して「鯨害獣論（鯨食害論）」の拡散と捕鯨論争の拡大に関与した小松正之も、捕鯨推進派としての経歴を持ちながらも今回のナガスクジラの捕獲対象種への追加の科学的正当性への疑念を呈している。また、今回の捕獲対象種への指定によって日本国内のホエールウォッチング業に悪影響が発生する可能性も存在する。
同年7月、水産庁は、商業捕鯨の対象にナガスクジラを新たに追加することを正式決定したと発表した。2019年にIWCを脱退してから対象の追加は初めてで、捕獲対象とされる鯨種は計4種となった。2024年の捕獲枠は59頭。対象追加に際して実施したパブリックコメントにおいては「ナガスクジラは国際自然保護連合（IUCN）の評価で絶滅危惧種だ」との反対意見に対し、水産庁は「IWCと連携して積み重ねた調査で、北太平洋の資源量が豊富だと確認した」と説明した。一方で、日本側が提示した捕獲対象の目安とする個体数の計算方法などの不透明さや国際的な非難の増加などの懸念要素も指摘されている。今回のナガスクジラの捕獲決定に際して、海洋法に関する国際連合条約（UNCLOS）の加盟国である日本は海獣の保護への協力義務があり、国境を越えた影響評価を実施せずに、他の北太平洋沿いの各国や各委員会へ相談をせずに決定したためにUNCLOSに条約違反した可能性も指摘されている。

#### 食用
ナガスクジラの肉は食用となり、日本では刺身料理もある。日本で2019年7月に再開されたナガスクジラの捕鯨は領海・排他的経済水域内のみが対象であるが、昭和中期に比べて牛肉や豚肉が鯨肉より安価・豊富に手に入るようになり、食文化も変わったことからナガスクジラを含む鯨肉の需要は低迷している。捕鯨母船「関鯨丸」を新造してナガスクジラなどを漁獲している共同船舶など、展示・商談会を開くなどして飲食店などへの売り込みを図っている。

### 保護とホエールウォッチング

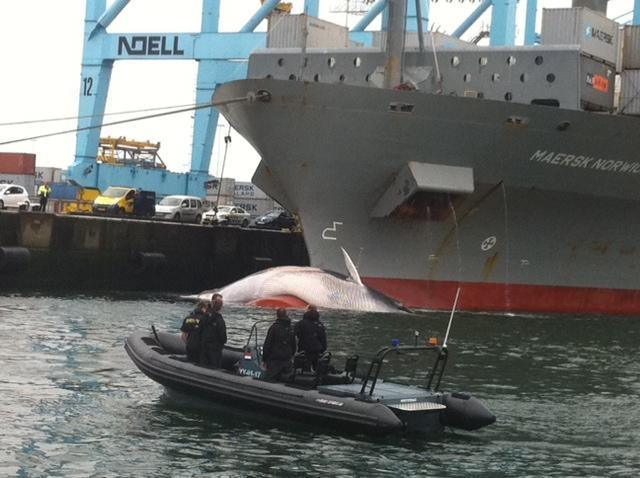
船舶との衝突によって死亡した個体（ロッテルダム）

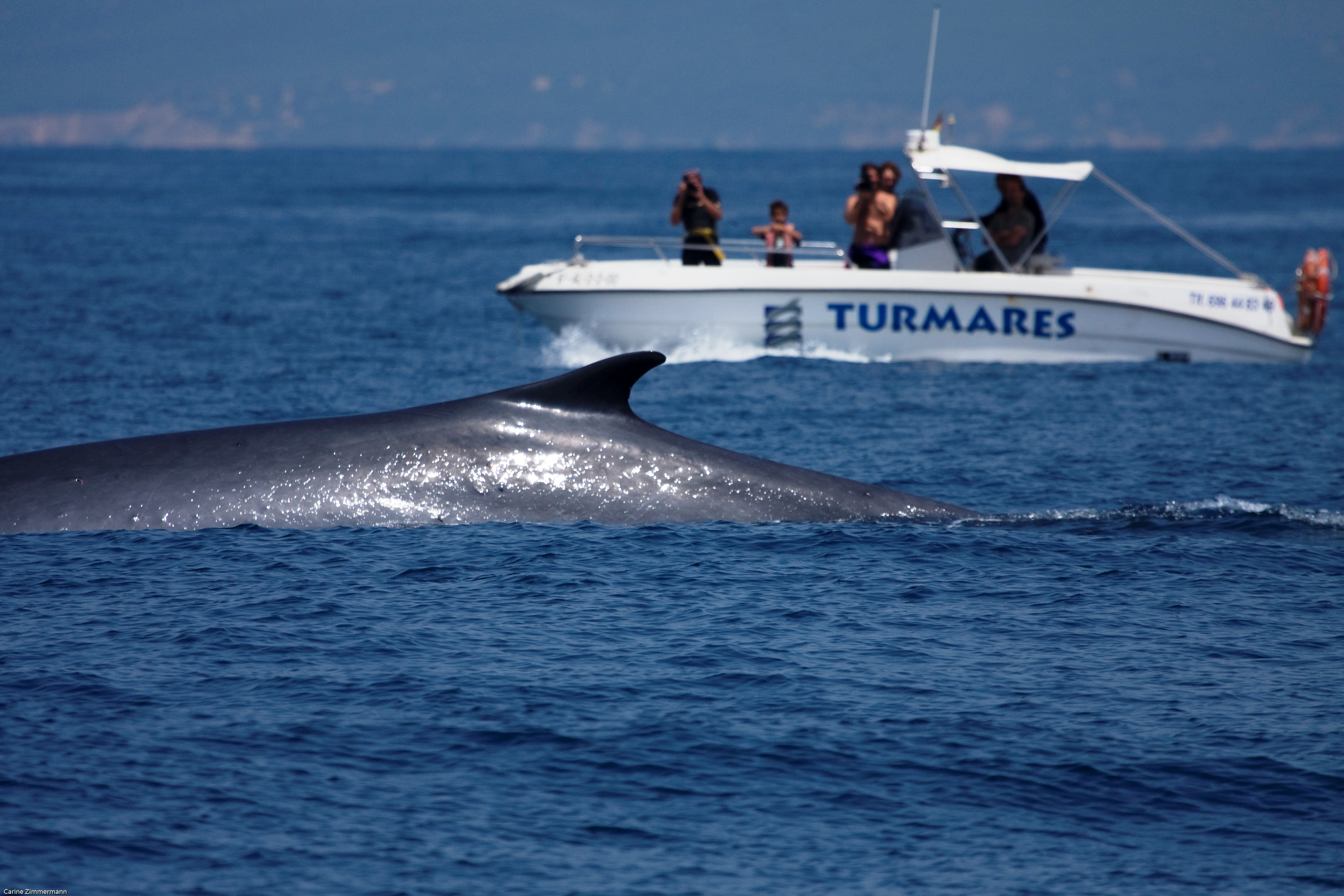
ホエールウォッチング（ジブラルタル海峡）

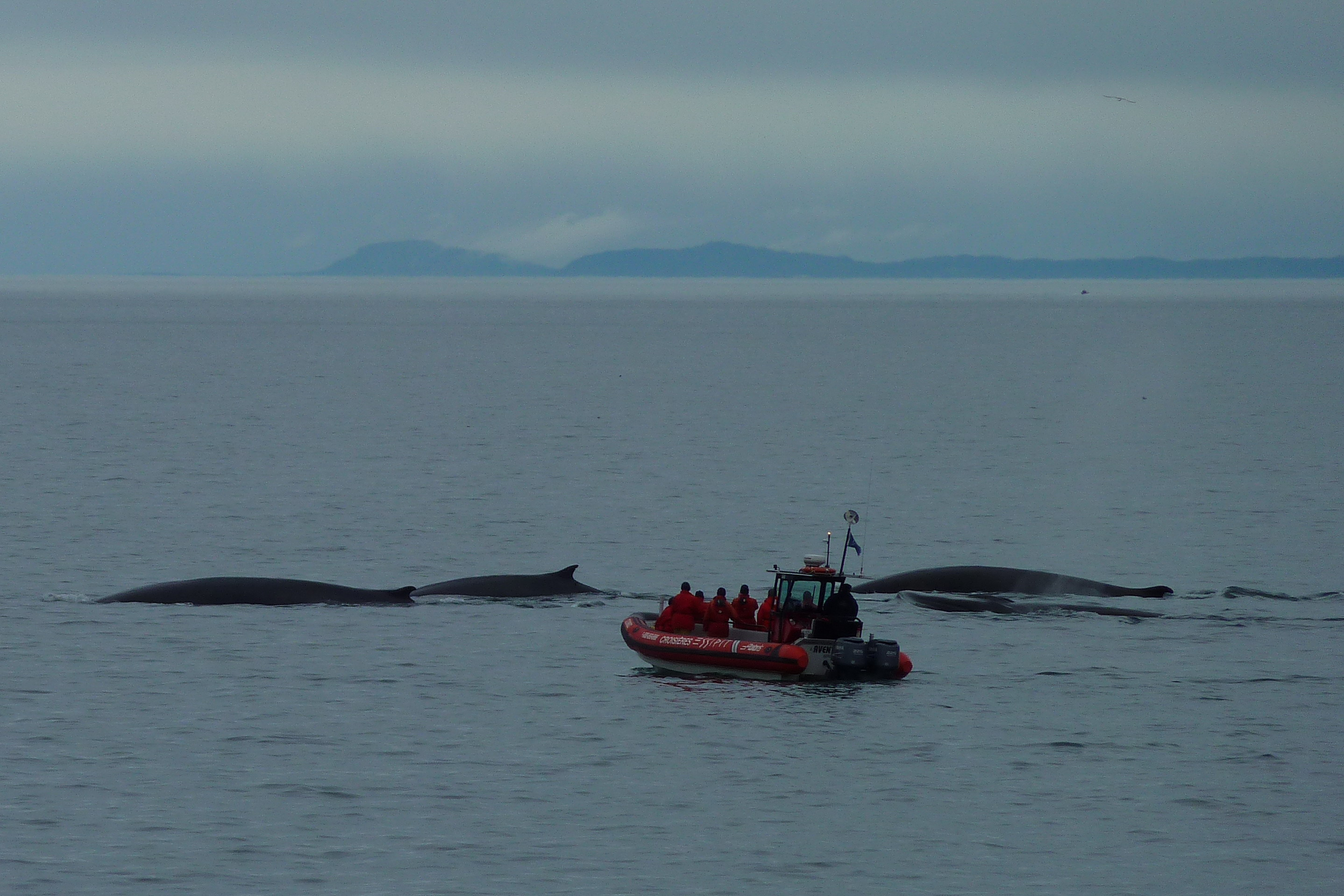
セントローレンス川でのホエールウォッチング（タドゥサック）

2023年時点では、（あくまでも世界全体で見れば）直接の捕獲そのものは本種に対する大きな脅威ではなくなり、生息数は増加傾向にあると考えられている。しかし、比較的回復が進んでいる南半球においても本種、シロナガスクジラ、ミナミセミクジラは各々が本来の生息数の50%未満に回復するのは西暦2100年ごろと推測されている。
しかし一方で、上記の通り激減または消滅したと思わしい個体群も少なくなく、一部の国々では捕鯨も継続されており、船舶との衝突、漁業による混獲、ゴミの誤飲、「混獲」と称した意図的な捕獲、密猟、地球温暖化や人間による廃棄物などによる生息環境の悪化、さらには上記の通りシロナガスクジラとの交配の増加などの影響が懸念されている。特に地中海では、地理的な条件だけでなく船舶の航行量や騒音の多さ、ゴミや環境汚染などの影響を受けやすいとされている。しかし、上記の通り、アイスランドでは捕鯨の需要が著しく低下しており、捕鯨産業の撤廃も考慮され始めている。
現在では地中海やコルテス海、セントローレンス川を含む世界各地でホエールウォッチングの対象になっており、ニューヨークなどの大都市の沿岸での確認も増えている。
本種は現在の地中海に通常分布する唯一のヒゲクジラ類であり、リグリア海の海獣保護区「ぺラゴス保護区（英語版）」は本種の保護を目的とした研究者達の訴えがきっかけでイタリア、モナコ、フランスの地中海沿岸3カ国が賛同して2000年に作られた。
極東ロシアや東アジアにおいては、かつては太平洋側・日本海側を問わない日本列島の各沿岸部や黄海・渤海などを含め沿岸にも普遍的に見られ、上記の通り複数の特徴的な個体群も存在していた。商業捕鯨時代以降は長らく記録が限定されており、目撃はおろか、座礁や混獲なども非常に少なかった。
日本列島におけるホエールウォッチングでは、以前はごく稀にしか確認されなかったが、オホーツク海に面する北海道の知床半島と網走ではとくに2016年以降に観察できる機会が増えつつある。観光ツアー中における本種の発見の確率では、網走の方が知床よりも大幅に上回るが、知床半島の方が（海底地形の影響からか）鯨類の多様性に富み、これまでに他の鯨類と共に遊泳する光景が観察されたり、シャチと共に行動する観察例も複数回観察されている。この他に、2014年には北海道室蘭市のチキウ岬付近にてホエールウォッチング中に親子が観察され、噴火湾における確認としては商業捕鯨時代以来であった。
また、将来的に生息数が回復すれば、たとえば日本列島の北太平洋側や日本海側の各沿岸部や瀬戸内海など、分布が破壊されたり激減したりした海域にも他の海域から流入して分布が復活する可能性がある。近年では、北海道の南東部（釧路市や十勝）や三陸や房総半島の沖合が、どの程度の個体数が利用しているのかは不明であるが、本種の回遊経路になっていると判明している。
韓国や中国、台湾、フィリピンなどの他のアジア各地でも長らく目撃情報が途絶えていたが、2020年前後以降から韓国でごく僅かな目撃記録が記録されはじめ、2024年に発表された調査結果では、朝鮮半島の周辺が現在でも少数ではあるが本種に利用されていることが判明した。黄海・渤海側では、2023年の大韓民国による目視調査中に少なくとも1頭が済州島付近で確認された。台湾では、2025年の2月に漂流していた若年個体の死骸が翌3月に亀山島に座礁し、これが現代の台湾における完全な状態の個体が発見された初の事例だった。
しかし、特に対馬や壱岐の周辺の対馬海峡では、日韓を結ぶ高速船の航路と本種の回遊経路が混在しているため、絶滅危惧の個体群が船舶との衝突の危険性に直面している。また、日本が2024年にナガスクジラを商業捕鯨の対象に指定したことによる国内のホエールウォッチング業への悪影響を憂慮する声もある。実際にアイスランドでは観光業と捕鯨業の間に様々な問題が発生してきたとされる。